# Herpesvirus umano 5
L'herpesvirus umano 5 o, in inglese, Human herpesvirus 5 (HHV-5, Human betaherpesvirus 5 ) è una specie di virus del genere Cytomegalovirus, della famiglia Herpesviridae alla quale appartiene anche il virus dell'herpes labiale  e genitale (Herpes simplex), della varicella (Varicella-zoster), della mononucleosi infettiva (virus di Epstein-Barr).

## Infezione primaria
Viene contratta nell'infanzia e nell'adolescenza, ma anche in età adulta.

Sono sede di infezione primaria multipla le cellule epiteliali, le mucose, i linfonodi.

Permane in forma latente per tutta la vita nel sangue periferico, nell'epitelio dei tubuli renali e nell'epitelio delle ghiandole salivari.

## Infezione
È spesso asintomatica (sia primaria che ricorrente), o con sintomi modesti: febbre persistente, astenia, mialgia, adenomegalia, linfoadenopatia (prima simil mononucleosica).

Talvolta negli adulti vengono colpiti milza e fegato con modesto rigonfiamento degli stessi (splenoepatomegalia) e con un'alterazione della funzionalità epatica.
Si riscontrano invece forme gravi negli immunocompromessi (come gli affetti da AIDS e i soggetti trapiantati in terapia immunosoppressiva) con coinvolgimento di vari organi: polmoniti, epatiti, coliti, esofagiti, nefriti.

Nei malati di AIDS ha una localizzazione oculare, (retinite da CMV).

Per coloro che subiscono un trapianto può causare polmonite interstiziale.
Causa la mononucleosi ad anticorpi eterofili negativa.
Infine, poiché il feto è da considerarsi immunologicamente immaturo, il virus può risultare molto pericoloso per il nascituro ed è quindi compreso tra i membri del complesso TORCH per cui la donna in gravidanza deve effettuare i dovuti controlli di screening.

## Trasmissione
Si trasmette tramite secrezioni contaminate, trapianti di tessuti infetti, sangue, rapporti sessuali.

Durante la gravidanza, soprattutto nel primo trimestre di gestazione, l'infezione primaria può causare aborto o gravi danni al feto, tra cui ritardo mentale.

## Diagnosi
- Solitamente si effettua l'isolamento del virus in colture di fibroblasti umani da vari materiali biologici (urine, saliva, sangue, broncolavaggio). Quindi si procede all'identificazione di antigeni precoci con IF. In seguito si fa una diagnosi sierologica (IgG, IgM).
- La colorazione di Giemsa in uno striscio di sangue può mettere in evidenza linfociti T con corpi inclusi ad occhio di gufo.
- Si può utilizzare la PCR, dotata di maggiore sensibilità e specificità.
- Nei campioni bioptici isolati dall'esofago, dalle ulcerazioni del cavo orale o dalle lesioni disseminate si può evidenziare la presenza di CMV mediante sonde specifiche a DNA.

## Terapia
Si somministrano farmaci quali ganciclovir, valganciclovir e foscarnet (inibitori della sintesi di DNA virale);
da qualche tempo, in via sperimentale e apparentemente con buoni risultati, si effettuano infusioni di immunoglobuline alle gestanti infette. In particolare vengono effettuate a Genova, al Gaslini, e a Padova presso l'Istituto di Malattie Infettive.